# Birutė Kalėdienė
Birutė Kalėdienė (née Zalogaitytė le 2 novembre 1934 à Baltrušiai) est une athlète lituanienne spécialiste du lancer de javelot. Licenciée au Žalgiris Kaunas, elle mesure 1,73 m pour 77 kg.

## Biographie
Elle est l'ancienne détentrice du record du monde du lancer du javelot avec 57,49 m réalisés le 30 octobre 1958 à Tbilissi.

## Carrière

### Palmarès
| Date | Compétition           | Lieu      | Résultat | Performance |
| ---- | --------------------- | --------- | -------- | ----------- |
| 1958 | Championnats d'Europe | Stockholm | 3e       | 51,30 m     |
| 1960 | Jeux olympiques d'été | Rome      | 3e       | 53,45 m     |

### Records
| Épreuve           | Performance | Lieu     | Date            |
| ----------------- | ----------- | -------- | --------------- |
| Lancer de javelot | 57,49 m     | Tbilissi | 30 octobre 1958 |